# Pseudotalopia taiwanensis
Pseudotalopia taiwanensis is een slakkensoort uit de familie van de Trochidae. De wetenschappelijke naam van de soort is voor het eerst geldig gepubliceerd in 2006 door Chen als Gibbula taiwanensis.